# It Ends with Us
It Ends with Us – amerykańska powieść romantyczna autorstwa Collen Hoover. Po raz pierwszy ukazała się nakładem Atria Books 2 sierpnia 2016. W Polsce książka ukazała się 2 października 2017 nakładem wydawnictwa Otwarte, w tłumaczeniu Anny Gralak, pod niezmienionym tytułem. Historia oparta jest na relacji rodziców autorki, która określa ją jako najtrudniejszą powieść, jaką napisała. 
Książka sprzedawała się w ponad 4 milionach egzemplarzy na całym świecie i została przetłumaczona na ponad 20 języków. W październiku 2022 ukazała się kontynuacja pod tytułem It Starts with Us.

## Fabuła
Lily Bloom powraca do Bostonu po pogrzebie swojego ojca. Szukając chwili wytchnienia, ukrywa się na dachu jednego z budynków, gdzie poznaje młodego mężczyznę. Ryle Kincaid jest przyszłym neurochirurgiem, który sugeruje, że dziewczyna powinna otworzyć kwiaciarnię przez wzgląd na swoje zainteresowanie ogrodnictwem oraz imię. W trakcie rozmowy okazuje się również, że jest zainteresowany przelotnym romansem z Lily, ta jednak, choć zainteresowana mężczyzną, odmawia, ponieważ nie podobają jej się relacje tego typu. Lily przyznaje się Kincaidowi, że jej pierwszym chłopakiem był bezdomny nastolatek o imieniu Atlas.
Pół roku później Lily kupuje lokal, w którym planuje otworzyć kwiaciarnie. Splot przypadków sprawia, że wkrótce Ryle znów pojawia się w jej życiu.